# Marçana
Marçana (en francès Marsanne) és un municipi francès del Departament de la Droma a la regió d'Alvèrnia-Roine-Alps.

## Personatges il·lustres
- Émile Loubet (1838-1929), polític, president de la República Francesa del 1899 al 1906